# 爱泰村
爱泰村，当地人称密窝村，是位于泰国北部夜丰颂府夜丰颂府治县莫占培，海拔超过1,776米高山上的秦霍人村庄。爱泰村周围环绕着山丘和茶园，以景色和茶叶种植而闻名，是泰国生态文化旅游胜地，距夜丰颂府治县约44公里，距离泰缅边境不到1公里，村庄中心有一座大型水库。

## 历史
1949年，国民党被共产党军队击败，大部分党员逃向台湾。而前中国国民党国民革命军第九十三军则从中国西南部的云南省撤退到缅甸，并逃往清莱省、清迈省和夜丰颂府的泰国边境。
上世纪60年代到70年代，泰緬孤軍在非法毒品贸易中扮演了重要角色，使得这里成为金三角的一部分。
由于他们有着与中国共产党的实战经验，泰国政府与国民革命军军队谈判，要求他们协助打击碧差汶府、考柯等地的泰共军队，并保护难府和清莱府的公路建设。
1967年左右，移居泰国边境多年后，孤軍士兵和家人们搬到密窝村现址定居。当时尚未建村。他们在那里建造避难所。后来，许多国民党士兵带着他们的家人来到密窝村现址。因为它被群山和湖泊包围，具有良好的地理位置。
1982年，泰共战争结束后，泰国政府允许孤軍及其家属在泰国合法定居并分配房子和食物给他们。
拉玛九世国王陛下去世前曾推动一个始于1980年的项目，鼓励村民种植温带植物、水果、茶叶和咖啡及饲养动物（因为过去该地区曾种植鸦片），推动了新的职业发展。

## 文化
爱泰村总人口约1200人，由汉族、掸族、苗族、卢阿族、克伦族、巴欧族、巴朗族、巴东族、拉祜族、李族等多个民族组成。

## 经济
村民大多在山腰种茶及温带植物为生。也有些村民靠经营餐馆、饲养家禽或经营与旅游业相关的住宿服务、云南民族传统服装租赁店、售卖纪念品等。

## 地理位置
爱泰村位于群山之间的平地。村民在山上建造一些具有特色，由粘土与稻草建造的老式房屋。村落中心的丽池水库是水的主要来源。
爱泰村水库神社位于村庄的南侧，也就是密窝学校的后方，主要供奉观世音菩萨。每年元旦等重要的宗教节日，村民们都会到神社参拜。  
由于优越的地理环境，该村被开发为旅游胜地。村里的很多房子都变成了餐馆、商店及民宿。

## 景点

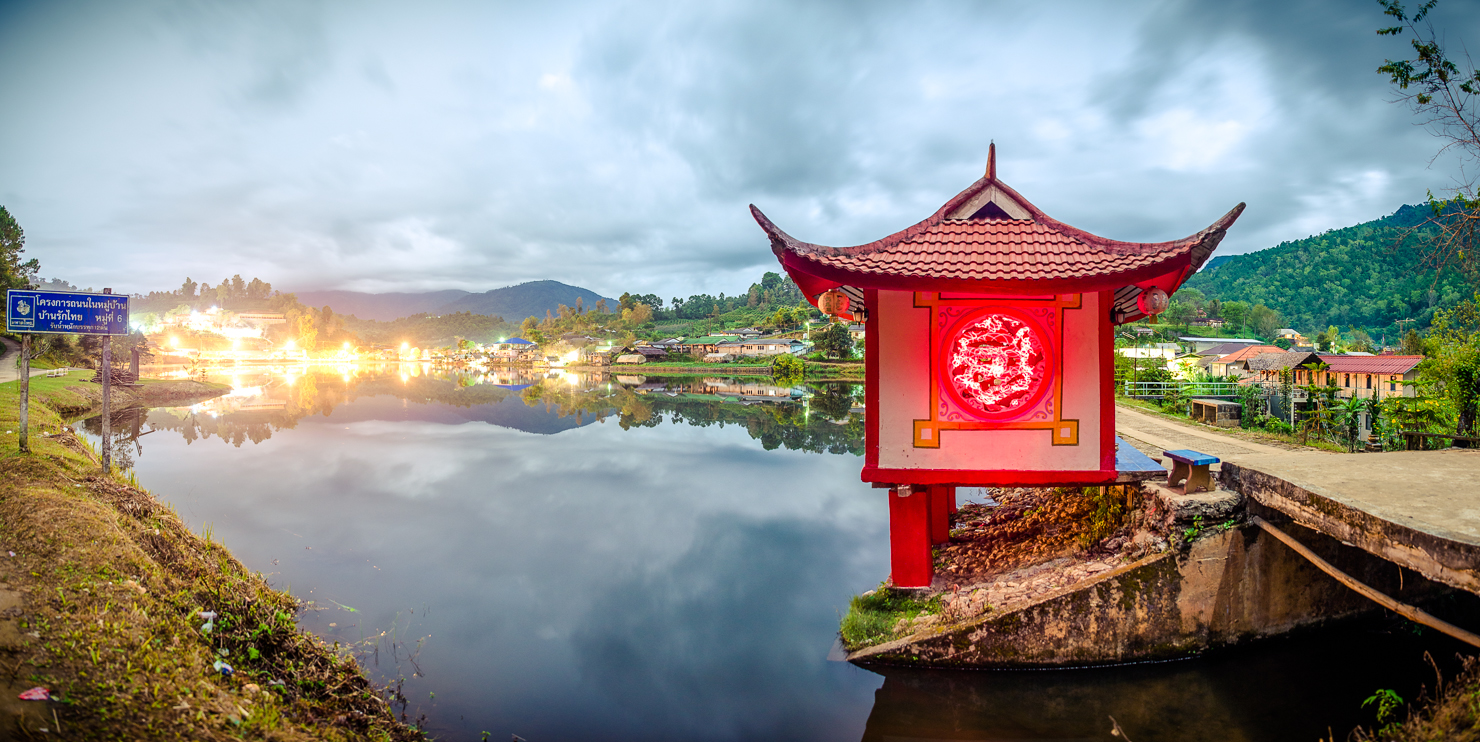
爱泰村水库神社。
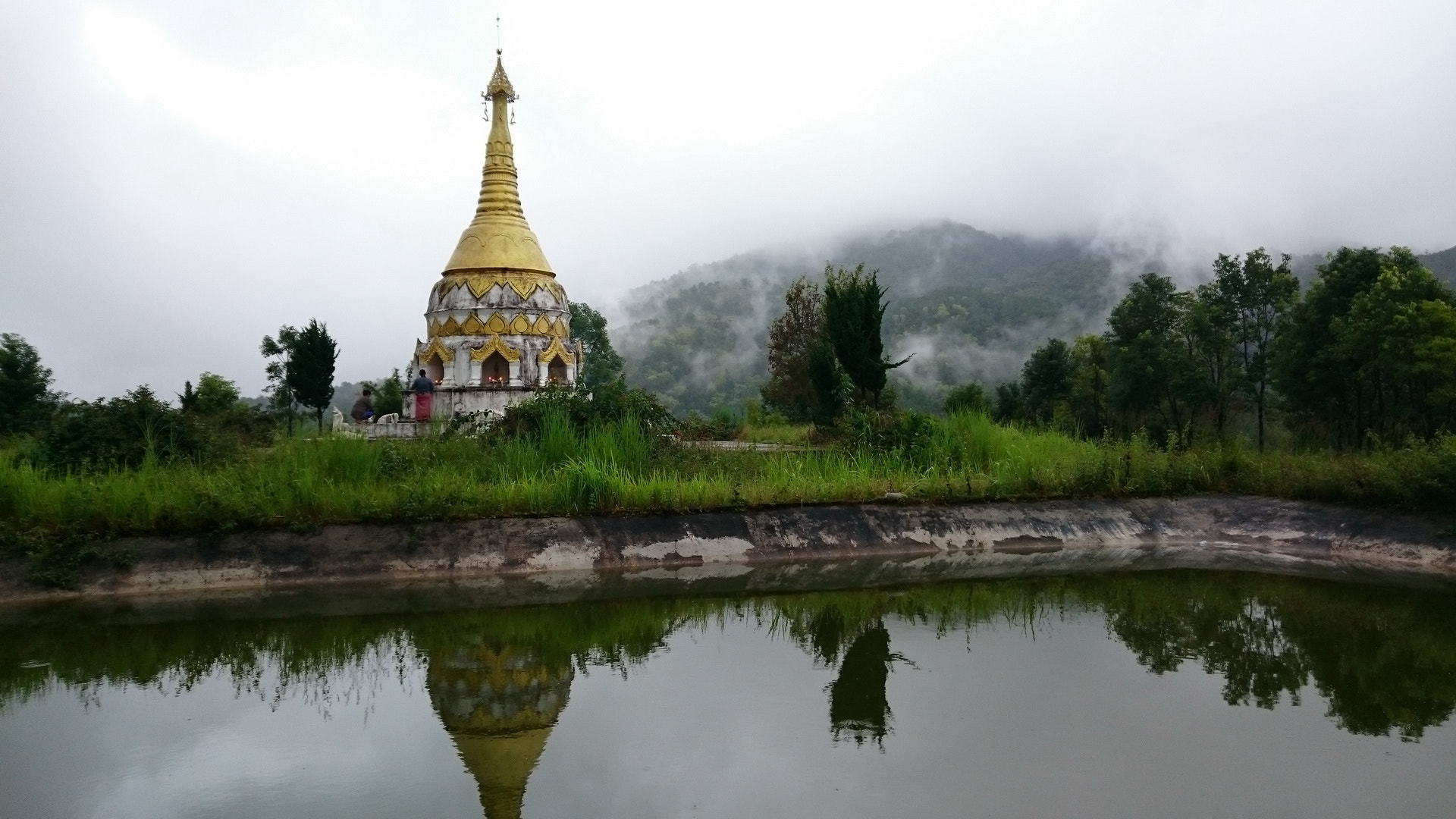
帕拉泰寺。
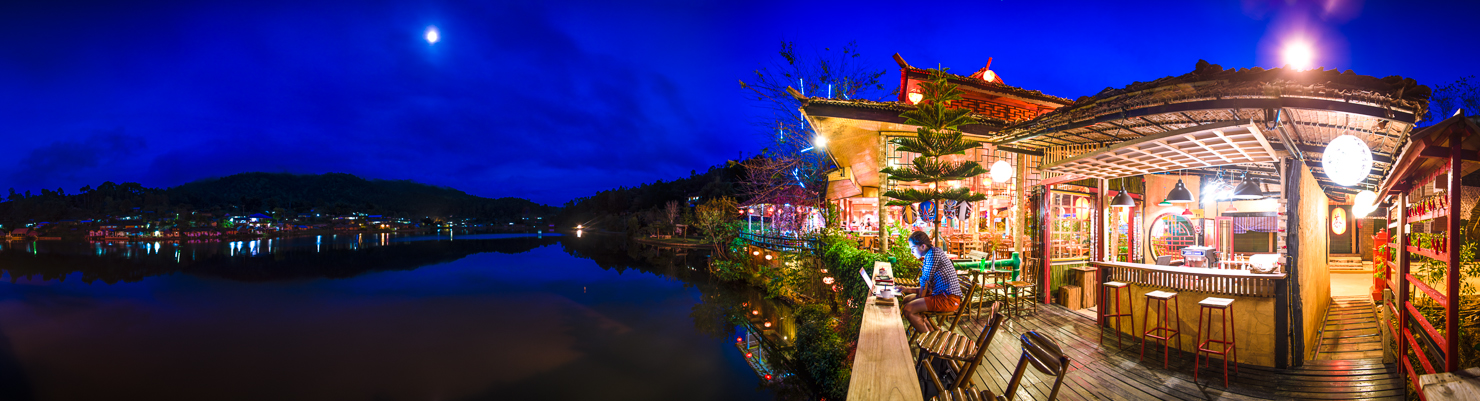
位于丽河旁李氏咖啡馆的景观。

- 李氏酒店
- 李氏餐厅（云南餐馆）
- 密窝学校（华语学校[2]）
- 良月茶店（ชาเหลียงแยว้）
- 帕拉泰寺（วัดป่ารักไทย）
- 爱泰村水库神社（ศาลเจ้าอ่างเก็บน้ำบ้านรักไทย）
- 密窝文使馆（已关闭）